# 撒里蛮
撒里蛮（?—?），元朝大臣，昔兒吉思之孙，塔出之子，千家奴之弟。
撒里蛮十六岁跟随忽必烈征讨阿里不哥，在失门秃作战，有功，赐号拔都兒，赏赐丰厚，授为光禄少卿，袭封为迭只斡耳朵千户，改任同佥宣徽院，进升为佥院事。担任管军千户跟随征伐乃颜有功，赏给他金盏二座、金五十两，入朝为同知宣徽院事。元成宗时，拜为宣徽使，加大司徒，卒。其子帖木迭兒袭为迭只斡耳朵千户，官至宣徽院使，遥授左丞相。